# Adrián González Revilla
Adrián González Revilla (Cillamayor, 23 de novembre de 1957 - Aretxabaleta, 26 de juliol de 1986) va ser un agent de la Guàrdia Civil assassinat per l'organització basca ETA.

## Biografia
Natural de la localitat palentina de Cillamayor, va néixer el 23 de novembre de 1957. Va accedir a la Guàrdia Civil i va treballar durant quatre anys en el Grup d'Acció Ràpida, que llavors estava dedicat sobretot a la lluita contra el grup armat ETA, entès generalment com a terrorista.
El 26 de juliol de 1986, diversos etarres van llançar granades contra la casa caserna de la localitat basca d'Aretxabaleta. González Revilla inspeccionava acompanyat del tinent Ignacio Mateu Istúriz els voltants de la caserna passat l'atac quan els va explotar una bomba trampa oculta entre la malesa. González Revilla va morir a l'acte. En canvi, van aconseguir traslladar Mateu Istúriz al municipi veí d'Arrasate, encara viu; però va morir en el trajecte d'allà fins a Vitòria, on anava a ser atès mèdicament a la clínica Ortiz de Zárate. González Revilla tenia 29 anys. Després de celebrar un funeral en la caserna que el GAR tenia a Logronyo, hom va soterrar-lo al cementiri de Cillamayor, la vila natal.
El sospitós d'haver participat en l'atemptat, Luis Enrique Gárate Galarza, conegut també pel sobrenom de Zorro, va ser detingut a França molt més tard, el febrer de 2004.